# TRAPPIST-1f
TRAPPIST-1f és un planeta extrasolarque forma part d'un sistema planetari format per almenys set planetes. Orbita l'estrella nana ultrafreda denominada TRAPPIST-1 aproximadament a 40 anys llum an la constel·lació d'Aquari. Va ser descobert en 2017 pel telescopi TRAPPIST per mitjà de trànsit astronòmic.

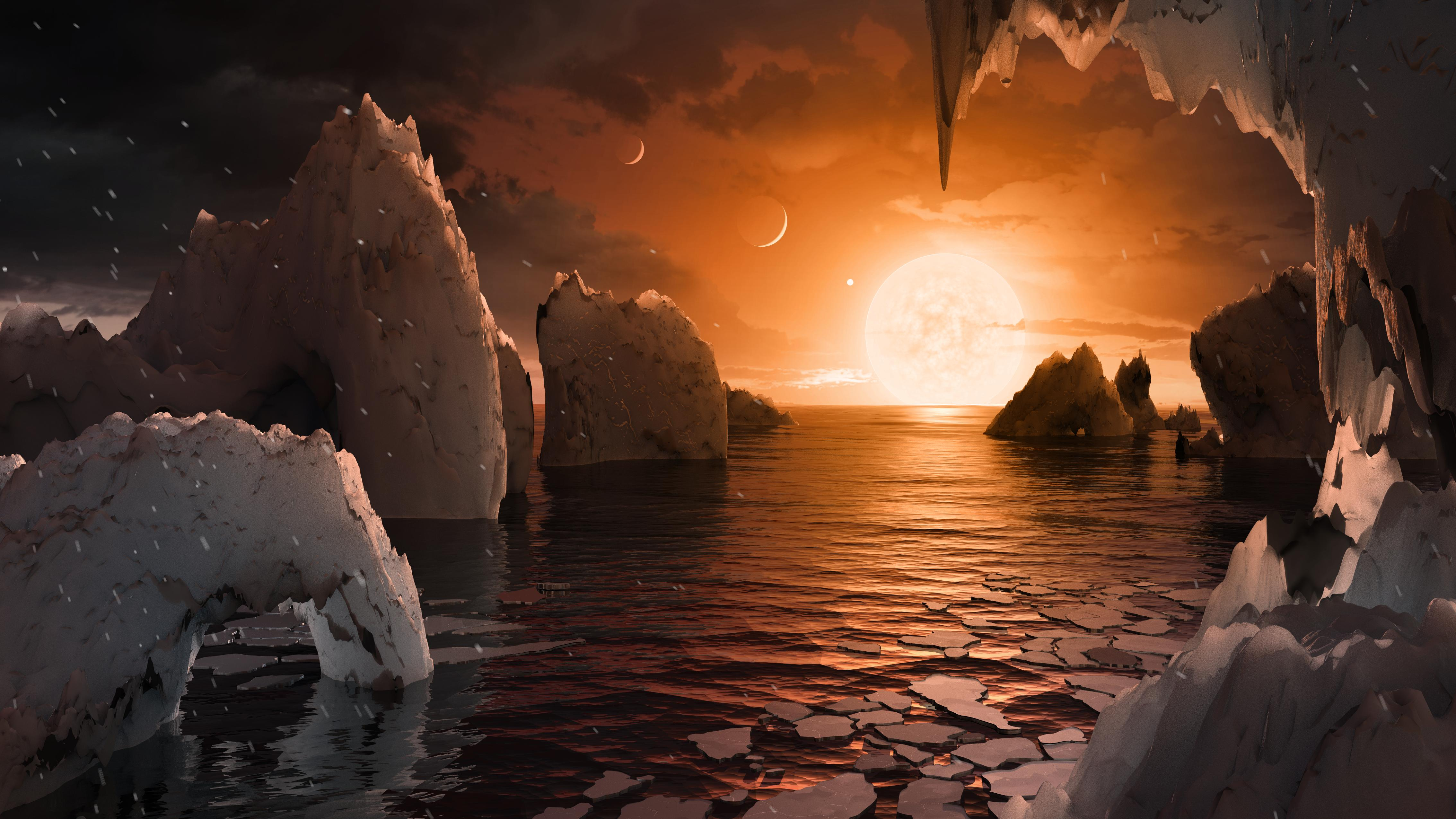
Impressió de l'artista de la superfície de TRAPPIST-1f, que representa un oceà d'aigua líquida a la seva superfície. L'estrella mare i els planetes veïns també s'il·lustren.